# Najim Haidary
Najim Haidary est un footballeur international afghan né le 22 décembre 1999. Il évolue au poste de défenseur à l'Ariana FC.

## Biographie

### En club
Formé à l'Excelsior Rotterdam, il y intègre l'équipe réserve en 2017, avant de rejoindre le BVV Barendrecht évoluant en Tweede Divisie, en 2018. En 2019, il rejoint l'équipe réserve du FC Den Bosch. Il intègre l'équipe première à partir de la saison 2020-2021.

### En équipe nationale
Il reçoit sa première sélection en équipe d'Afghanistan le 7 juin 2019, en amical contre le Tadjikistan (match nul 1-1).